# راي سميث (لاعب كرة قاعدة)
راي سميث (بالإنجليزية: Ray Smith)‏ هو لاعب كرة قاعدة أمريكي، ولد في 18 سبتمبر 1955 في غلينديل في الولايات المتحدة.

## وصلات خارجية
- راي سميث على موقعبيزبول رفرنس.كوم (الدوري الرئيسي) (الإنجليزية)
- راي سميث على موقعبيزبول رفرنس.كوم (الدوري الثانوي) (الإنجليزية)
- راي سميث على موقع مشجعي الرسوم البيانية (الإنجليزية)